# Rend a házban
A Rend a házban 1970-ben bemutatott magyar rajzfilm, amelyet Szoboszlay Péter írt és rendezett. Az animációs játékfilm zenéjét Tomsits Rudolf szerezte. A mozifilm a Pannónia Filmstúdió gyártásában készült.

## Rövid történet
A szemetelő, rendetlen lakókra panaszkodó házmester fasiszta módszerekkel rendszabályozná meg az embereket.

## Alkotók
- Házmester hangja: Deák B. Ferenc
- Írta, tervezte és rendezte: Szoboszlay Péter
- Dramaturg: Komlós Klári
- Zenéjét szerezte: Tomsits Rudolf
- Operatőr: Henrik Irén
- Hangmérnök és elektrónikus zene: Bélai István
- Vágó: Czipauer János
- Munkatársak: Ács Karola, Gyöpös Katalin, Paál Klári
- A rendező munkatársai: Szilágyi János, Vajda Kati
- Színes technika: Dobrányi Géza, Kun Irén
- Gyártásvezető: Kunz Román

Készítette a Pannónia Filmstúdió.